# Liste der Kulturdenkmäler in Obergrenzebach
Die folgende Liste enthält die in der Denkmaltopographie ausgewiesenen Kulturdenkmäler auf dem Gebiet des Ortsteils Obergrenzebach der Gemeinde Frielendorf, Schwalm-Eder-Kreis, Hessen.
Hinweis: Die Reihenfolge der Denkmäler in dieser Liste orientiert sich an der Anschrift, alternativ ist sie auch nach der Bezeichnung oder der Bauzeit sortierbar.
Kulturdenkmäler werden fortlaufend im Denkmalverzeichnis des Landes Hessen durch das Landesamt für Denkmalpflege Hessen auf Basis des Hessischen Denkmalschutzgesetzes (HDSchG) geführt. Die Schutzwürdigkeit eines Kulturdenkmals hängt nicht von der Eintragung in das Denkmalverzeichnis des Landes Hessen oder der Veröffentlichung in der Denkmaltopographie ab.

| Bild                                 | Bezeichnung                                         | Lage                           | Beschreibung                                                        | Bauzeit                            | Daten |
| ------------------------------------ | --------------------------------------------------- | ------------------------------ | ------------------------------------------------------------------- | ---------------------------------- | ----- |
| Bild gesucht BW                      | Gesamtanlage Obergrenzebach                         | Lage                           |                                                                     |                                    |       |
| Bild gesucht BW                      | Doppelwohnhaus Am Berg 3–5                          | Am Berg 3–5 Lage               | Doppelwohnhaus                                                      | um 1800                            |       |
| Bild gesucht BW                      | Ernhaus Am Berg 7                                   | Am Berg 7 Lage                 | Ernhaus                                                             | frühes 18. Jahrhundert             |       |
| Bild gesucht BW                      | Erntennenhaus Am Berg 8                             | Am Berg 8 Lage                 | Erntennenhaus                                                       | frühes 19. Jahrhundert             |       |
| Bild gesucht BW                      | Ernhaus Am Berg 9                                   | Am Berg 9 Lage                 | Ernhaus                                                             | 1790                               |       |
| Bild gesucht BW                      | Ernhaus Am Berg 10                                  | Am Berg 10 Lage                | Ernhaus                                                             | 1805                               |       |
| Bild gesucht BW                      | Ernhaus Am Berg 12                                  | Am Berg 12 Lage                | Ernhaus                                                             | 1820                               |       |
| Bild gesucht BW                      | Neue Schule                                         | Am Berg 18 Lage                | Backsteinbau                                                        | 1906                               |       |
| Bild gesucht BW                      | Ernhaus Am Brunnen                                  | Am Brunnen Lage                | Ernhaus                                                             | frühes 17. Jahrhundert             |       |
| Bild gesucht BW                      | Fachwerkwohnhaus Am Brunnen 3                       | Am Brunnen 3 Lage              | Fachwerkwohnhaus                                                    | Mitte 19. Jahrhundert              |       |
| Bild gesucht BW                      | Ernhaus Am Brunnen 6                                | Am Brunnen 6 Lage              | Ernhaus                                                             | Zweite Hälfte des 18. Jahrhunderts |       |
| der Hof Am Wasser 4                  | Ernhaus Am Wasser 4                                 | Am Wasser 4 Lage               | Ernhaus                                                             | 1786                               |       |
| Bild gesucht BW                      | Scheune Am Wasser 4                                 | Am Wasser 4 Lage               | Scheune                                                             | 1729                               |       |
| weitere Bilder                       | Ernhaus Am Wasser 5                                 | Am Wasser 5 Lage               | Ernhaus                                                             | um 1800                            |       |
| weitere Bilder                       | Fachwerkhaus Am Wasser 6                            | Am Wasser 6 Lage               | Fachwerkhaus                                                        | Ende 17. Jahrhundert               |       |
| Rähmbau Am Wasser 10                 | Rähmbau Am Wasser 10                                | Am Wasser 10 Lage              | Rähmbau                                                             | mittleres 18. Jahrhundert          |       |
| weitere Bilder                       | Altenteiler Am Wasser 16                            | Am Wasser 16 Lage              | Altenteiler                                                         | mittleres 18. Jahrhundert          |       |
| Bild gesucht BW                      | Fachwerkhaus An der Kirche 1                        | An der Kirche 1 Lage           | Fachwerkhaus                                                        | 19. Jahrhundert                    |       |
| Bild gesucht BW                      | Fachwerkhaus An der Kirche 2                        | An der Kirche 2 Lage           | Fachwerkhaus                                                        |                                    |       |
| Bild gesucht BW                      | Evangelische Pfarrkirche                            | An der Kirche Lage             | Kleiner Saalbau mit einer Orgel von Georg Wilhelm aus Kassel, 1823. | 1822                               |       |
| Bild gesucht BW                      | Fachwerkhaus Gerstenbergweg 1–2                     | Gerstenbergweg 1–2 Lage        | Fachwerkhaus                                                        | um 1800                            |       |
| Bild gesucht BW                      | Fachwerkhaus Gerstenbergweg 4                       | Gerstenbergweg 4 Lage          | Fachwerkhaus                                                        | 1782                               |       |
| Bild gesucht BW                      | Ernhaus Gerstenbergweg 5                            | Gerstenbergweg 5 Lage          | Ernhaus                                                             | 1836                               |       |
| Bild gesucht BW                      | Ernhaus Gerstenbergweg 7                            | Gerstenbergweg 7 Lage          | Ernhaus                                                             | 1785                               |       |
| weitere Bilder                       | Ernhaus Ropperhäuser Straße 1                       | Ropperhäuser Straße 1 Lage     | Ernhaus                                                             | um 1800                            |       |
| weitere Bilder                       | Dreiseithof Ropperhäuser Straße 2                   | Ropperhäuser Straße 2 Lage     | Dreiseithof                                                         | 1804/5                             |       |
| weitere Bilder                       | Ernhaus Ropperhäuser Straße 3                       | Ropperhäuser Straße 3 Lage     | Ernhaus als seitliches Haupthaus einer Hofanlage                    | 1782                               |       |
| Bild gesucht BW                      | Ernhaus Ropperhäuser Straße 13                      | Ropperhäuser Straße 13 Lage    | Ernhaus                                                             | um 1800                            |       |
| Bild gesucht BW                      | Wohn- und Wirtschaftsgebäude Ropperhäuser Straße 15 | Ropperhäuser Straße 15 Lage    | Wohn- und Wirtschaftsgebäude                                        | zweite Hälfte des 19. Jahrhunderts |       |
| Bild gesucht BW                      | Wohnhaus Ropperhäuser Straße 17                     | Ropperhäuser Straße 17 Lage    | Wohnhaus                                                            | Um 1800                            |       |
| Bild gesucht BW                      | Wohnhaus Ropperhäuser Straße 25                     | Ropperhäuser Straße 25 Lage    | Wohnhaus                                                            | Um 1800                            |       |
| Fachwerkscheune Schönborner Straße 1 | Fachwerkscheune Schönborner Straße 1                | Schönborner Straße 1 Lage      | Fachwerkscheune                                                     | zweite Hälfte des 18. Jahrhunderts |       |
| Wohnhaus Schönborner Straße 2        | Wohnhaus Schönborner Straße 2                       | Schönborner Straße 2 Lage      | Haupthaus einer Hofanlage                                           | 1787                               |       |
| Hofanlage Schönborner Straße 5       | Hofanlage Schönborner Straße 5                      | Schönborner Straße 5 Lage      | Hofanlage                                                           | 1778                               |       |
| Bild gesucht BW                      | Wohnhaus Schönborner Straße 9                       | Schönborner Straße 9 Lage      | Wohnhaus                                                            | 1885                               |       |
| Bild gesucht BW                      | Erntennenhaus Schönborner Straße 14                 | Schönborner Straße 14 Lage     | Erntennenhaus                                                       | 1802                               |       |
| Wohnhaus Schwarzenbörner Straße 28   | Wohnhaus Schwarzenbörner Straße 28                  | Schwarzenbörner Straße 28 Lage | Wohnhaus                                                            | 1911                               |       |
| Rähmbau Zum Tor 5                    | Rähmbau Zum Tor 5                                   | Zum Tor 5 Lage                 | Rähmbau                                                             | um 1800                            |       |